# توزیع توانی نمایی
توزیع توانی نمایی یا توزیع عمومی خطا در نظریه احتمال و آمار یک از توزیع‌های پیوسته است. 
تابع چگالی احتمال آن به صورت زیر است:
{\displaystyle p(x)\,dx={1 \over 2a\Gamma (1+1/b)}\exp {(-|x/a|^{b})}\,dx}